# Кесадилья

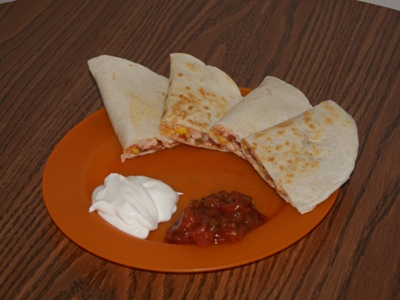
Кесадилья з куркою

Кесадилья (ісп. quesadilla, досл. «сирна тортилья») — страва мексиканської кухні, яку готують переважно із складеної кукурудзяної або пшеничної тортильї із начинкою з розплавленого сиру. Часто додають інші інгредієнти, щоб урізноманітнити страву.